# Placogorgia orientalis
Placogorgia orientalis is een zachte koraalsoort uit de familie Plexauridae. De koraalsoort komt uit het geslacht Placogorgia. Placogorgia orientalis werd in 1906 voor het eerst wetenschappelijk beschreven door Thomson & Henderson. 